# Оклюзійна пов'язка

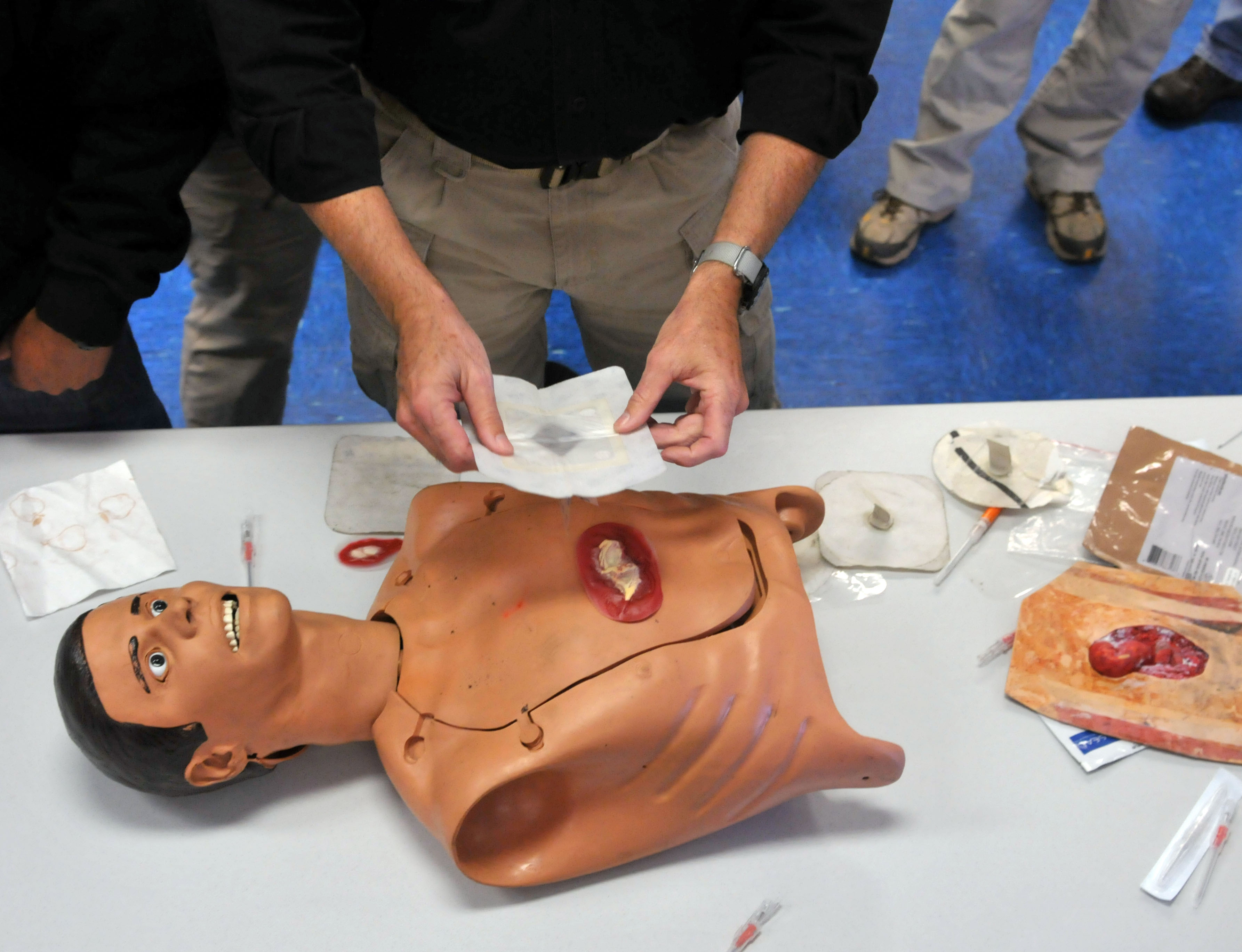
Демонстрація процесу накладання оклюзійної пов'язки

Оклюзійна пов'язка (герметизувальна пов'язка) — спеціальна медична пов'язка, яка накладається на пошкоджені ділянки грудної клітини з метою відновити герметичність, найчастіше плевральної порожнини.
Вона також використовується в поєднанні з вологою стерильною пов'язкою для тимчасового закриття евісцерації.

## Історія створення
Є джерела, які вважають що вперше ідея такої пов'язки була реалізована в пов'язці Лістера. Англійський хірург Джозеф Лістер у другій половині XIX століття запропонував з метою антисептики накладати на рани герметичні трьохшарові пов'язки, які просякнуті карболовою кислотою. З розвитком методів асептики та антисептики пов'язка Лістера для лікування ран стала неактуальною, але її принцип залишився і використовується для герметизації грудної клітини при проникаючих пораненнях.

## Покази для застосування
Показами до застосування є:

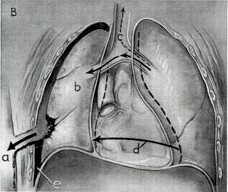
Механізм розвитку відкритого пневмотороксу. Повітря через рану грудної клітки (а) при вдоху потрапляє до плевральної порожнини, а при видоху повітря з пошкодженої легені (в) виходить через рану.

- Поранення ділянки грудної клітини з ознаками відкритого пневмоторокса (рана яка «всмоктує повітря», біль, ускладнене дихання, тахіпное, ослаблене дихання з боку ушкодження та шум повітря, що витікає через отвір у грудній клітці)[5]
- Сумніви щодо ознак відкритого пневмоторокса при наявності рани в ділянці грудної клітини[6]

### Важливість застосування оклюзійної пов'язки
При відкритому пневмотораксі невідкладним є врівноваження внутрішньогрудного й атмосферного тисків. Відомо, що повітря завжди рухається в напрямку меншого опору, тому за наявного отвору в грудній стінці, розміром 2/3 діаметра трахеї чи більше, з кожним вдихом повітря проходитиме з більшою швидкістю через дефект у грудній клітці. Ефективна вентиляція порушується, що веде до гіпоксії та гіперкапнії. Відкритий пневмоторакс часто діагностується та коригується на місці події парамедиками або медичним персоналом. 

## Види пов'язки
- Імпровізовані оклюзійні пов'язки. Виготовляються на місці надання медичної допомоги з підручних матеріалів. Для цього можуть використовуватися матеріали (бажано стерильні) які не пропускають повітря та воду, наприклад: поліетиленова плівка, обгортка індивідуального перев'язочного пакета (або бинта), марля просочена вазеліновим маслом тощо. Пов'язка щільно фіксується до тіла лейкопластирем або марлевим бинтом. Також можливо закриття рани виключно лейкопластирною стрічкою, так званою черепицеподібною пов'язкою[3]. Потрібно враховувати правильну техніку накладання імпровізованої оклюзійної пов'язки, тому що повна герметизація рани веде до ризику виникнення напруженого пневмотораксу, що значно погіршить стан постраждалого[5]. Також для створення оклюзійної пов'язки можливо використовувати армований скотч[7]

- Оклюзійні пов'язки виготовлені виробниками медичних засобів[6][8]

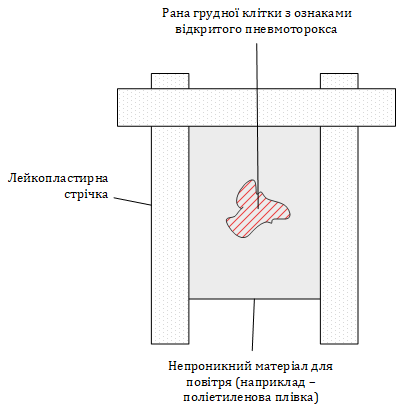
Імпровізована оклюзійна пов'язка фіксована лейкопластирною стрічкою з 3 сторін

  - З клапаном
  - Без клапана

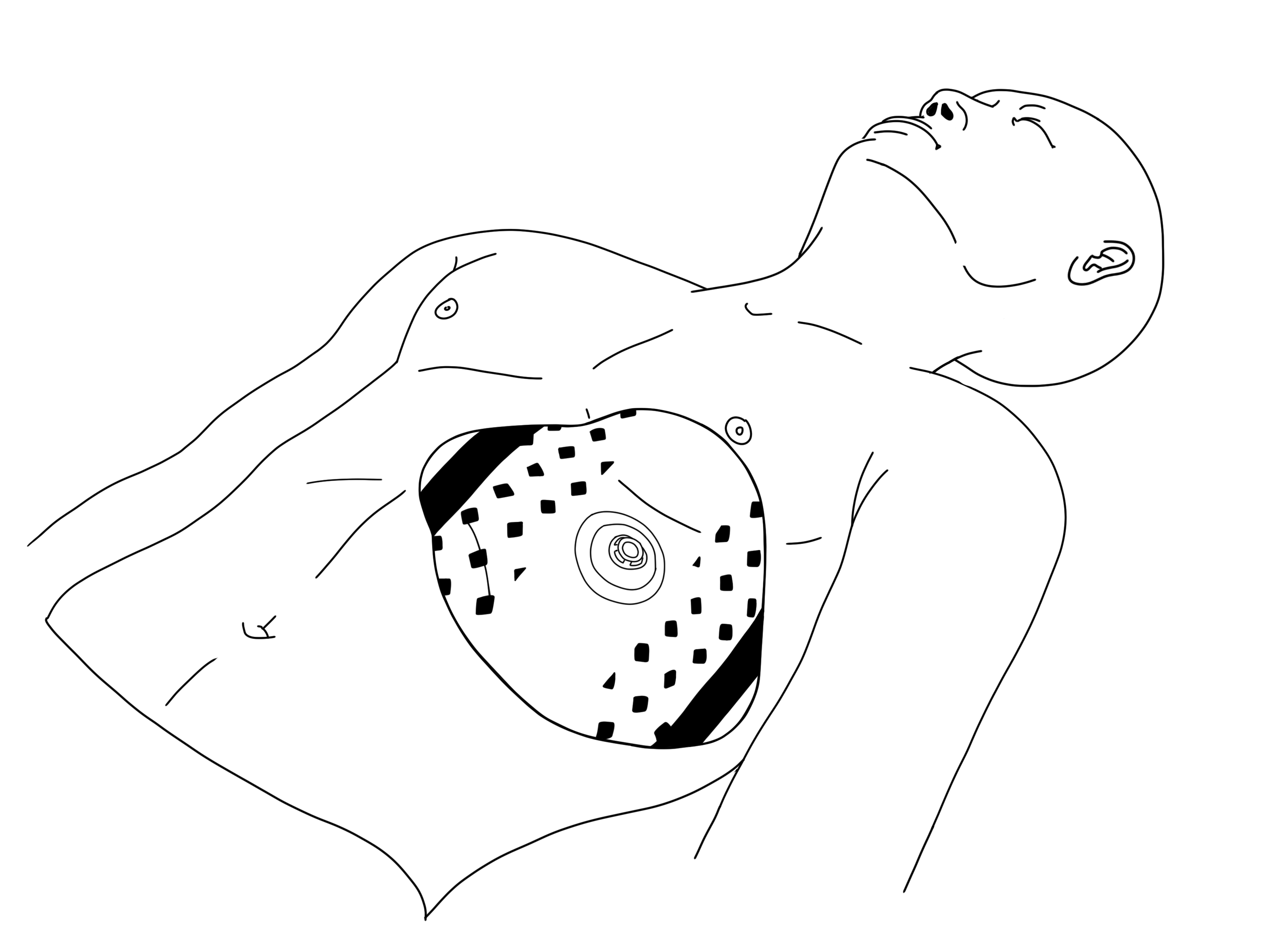
Оклюзійна пов'язка з клапаном

Перевагою спеціально виготовлених оклюзійних пов'язок є наявність гарного адгезивного шару, який щільно прилипає до будь-якої поверхні (забрудненої, вологої, зі значною кількістю волосся на тілі, тощо). Також для використання у тактичній медицині виробники комплектують одну упаковку одразу двома оклюзійними пов'язками — для герметизації вхідного та вихідного отворів на грудній клітині у випадку вогнепального наскрізного поранення.

## Техніка накладення

### Імпровізована оклюзійна пов'язка
Імпровізована оклюзійна пов'язка повинна бути достатньо великою, щоб перекрити краї рани. Перекрити потрібно не менше 5-10 см навколо рани. Закріпляють її надійно за допомогою лейкопластиря або скотчу лише з трьох боків для створення ефекту одностороннього клапана. На вдиху пов'язка закриватиме дефект, запобігаючи проникненню повітря ззовні. Під час видиху відкритий бік пов'язки дає змогу повітрю виходити з плевральної порожнини. Якщо прикріпити пов'язку з усіх чотирьох боків, це може призвести до накопичення повітря в плевральній порожнині та спричиняти напружений пневмоторакс (за винятком ситуацій, коли в плевральній порожнині встановлено дренаж)
Готова оклюзійна пов'язка
Готові оклюзійні пов'язки накладаються за таким алгоритмом (який може використовуватися і при накладанні імпровізованої пов'язки):
1. Після використання засобів індивідуального захисту (одягання рукавичок), проводиться огляд пораненого та виявляються рани з ознаками відкритого пневмотораксу. У випадку чисельних ран — допомога надається в порядку їх виявлення.
2. Ділянка рани щільно затискається рукою, відкривається упаковка та готується до використання оклюзійна наліпка.
3. Ділянка рани просушується марлевою серветкою або іншим доступним матеріалом, видаляється кров та бруд в ділянці рани.
4. Відклеюється захисне покриття оклюзійної наліпки. Вона накладається липкою стороною на рану (рана повинна бути по центру наліпки) в момент видиху постраждалого міцно приклеюється. Оцінюється накладення пов'язки та щільність її прилягання. У випадку якщо краї пов'язки недостатньо зафіксовані — можливо додатково їх приклеїти за допомогою лейкопластира.
5. Проводиться оцінка коректної роботи клапана пов'язки — під час вдиху пов'язка повинна «присмоктуватися до рани», під час видиху — надлишок повітря повинен виходити через клапан.
6. У випадку появи ознак напруженого пневмотораксу — потрібно відліпити один з країв пов'язки та випустити надлишок повітря.

## Ускладнення
Основним ускладнення при неправильному накладанні або використанні оклюзійної пов'язки є розвиток напруженого пневмотораксу, який потребує негайної голкової декомпресії плевральної порожнини або дренування плевральної порожнини.